# Erik Wiese
Erik Wiese (geb. vor 1999) ist ein US-amerikanischer Comic-Zeichner und der Co-Erfinder der Zeichentrickserie Mighty B.

## Karriere
Wiese arbeitete an Zeichentrickserien wie SpongeBob Schwammkopf, Samurai Jack und Danny Phantom mit und animierte mit John Kricfalusi die Musikvideos I miss you und Boo Boo runs wild von Björk. Derzeit arbeitet er mit Amy Poehler und Cynthia True an der Zeichentrickserie Mighty B mit.

## Filmografie
- 1999: SpongeBob Schwammkopf
- 2001: Samurai Jack
- 2004: Danny Phantom
- 2008: Mighty B